# Circulus cosmius
Circulus cosmius är en snäckart som beskrevs av Bartsch 1907. Circulus cosmius ingår i släktet Circulus och familjen Vitrinellidae. Inga underarter finns listade i Catalogue of Life.